# Juan Carlos Alemán
Juan Carlos Alemán Santana (Las Palmas de Gran Canaria, 15 de agosto de 1952-Santa Cruz de Tenerife, 9 de noviembre de 2016) fue un político español.

## Biografía
Nació el 15 de agosto de 1952 en Las Palmas de Gran Canaria (Canarias). Estudió magisterio en la Universidad de La Laguna, Tenerife, donde terminaría por establecerse.
Entre 1985 y 1988 ejerció las funciones de secretario de organización del Partido Socialista en Canarias (PSC-PSOE), siendo portavoz del su partido en el ayuntamiento de San Cristóbal de La Laguna entre 1987 y 1991. Desde 1991 hasta 1995 fue el portavoz del PSOE en el Cabildo de Tenerife. Abandonó el cargo en el cabildo tras ser elegido diputado del Parlamento de Canarias, donde se mantuvo como portavoz del Grupo Parlamentario Socialista hasta las elecciones municipales de 2007 en las cuales se presentó a la alcaldía de La Laguna, renunciando a presentarse de nuevo al parlamento en las elecciones autonómicas celebradas el mismo día. 
Desde 1988 hasta 2007 fue el secretario general del Partido Socialista Obrero Español en Canarias.

## Muerte
Falleció el 9 de noviembre de 2016 en un centro hospitalario de Tenerife, de complicaciones de un cáncer diagnosticado en el verano pasado.